# Für usszeschnigge!
Für usszeschnigge! (Kölsch für „Zum Ausschneiden!“) ist das im Oktober 1981 erschienene dritte Studioalbum der deutschen Kölschrock-Band BAP. Es war ihr erstes Album, das bei einem Major-Label erschien, erreichte als erstes BAP-Album Platz eins der deutschen Charts und wurde mit mehr als einer Million verkaufter Exemplare zu einer der erfolgreichsten Schallplatten der 1980er Jahre. Mit Verdamp lang her enthält es auch den ersten großen Hit der Gruppe.

## Entstehung und Veröffentlichung
Alle Songs wurden von den BAP-Mitgliedern Klaus Heuser und Wolfgang Niedecken geschrieben, nur Wo mer endlich Sommer hann ist eine Coverversion von Eddie Cochrans Summertime Blues. Für die Produktion der Stücke zeichneten alle BAP-Mitglieder verantwortlich. Im Vorfeld waren einige Änderungen vonstattengegangen; zum einen der Wechsel vom lokalen Label Eigelstein zu Musikant Records, einem Sublabel von EMI, der eine bessere bundesweite Vermarktung des Albums ermöglichte. Auf der anderen Seite war der verwaiste Platz an den Tasteninstrumenten mit Alexander „Effendi“ Büchel neu besetzt worden.
Für usszeschnigge! wurde im Oktober 1981 bei Musikant Records veröffentlicht. Das Album erschien zunächst als LP (Katalognummer: 066-46 438) und MC (Katalognummer: 266-46 438) mit zehn Titeln. Auf dem Frontcover sind die Bandmitglieder und ihre Instrumente als Ausschneidefiguren abgebildet. Im August 1986 erschien es als CD unter der Katalognummer CDP 564-7 46227 2. Im März 2006 wurde bei Capitol Records eine Deluxeversion mit einer Bonus-EP veröffentlicht, die sieben Liveaufnahmen beinhaltet (Katalognummer: 0094635802825).

## Titelliste
Seite A
1. Verdamp lang her – 5:48
2. Südstadt verzäll nix – 3:47
3. Jraaduss – 3:53
4. Waschsalon – 2:25
5. Jupp – 5:49

Seite B
1. Frau, ich freu mich – 5:39
2. Müsli Män – 4:03
3. Fuhl ahm Strand – 5:29
4. Ens em Vertraue – 4:15
5. Wo mer endlich Sommer hann – 2:09

Bonusalbum (2006)
1. Müsli Män (Live „Rockpop in Concert“, Dortmund 1982) – 4:20
2. Jupp (Live „Rockpop in Concert“, Dortmund 1982) – 4:11
3. Frau, ich freu mich (Live „Rockpalast“ Loreley 1982) – 6:49
4. Südstadt verzäll nix (Live „Rockpalast“ Loreley 1982) – 3:48
5. Verdamp lang her (Live Wackersdorf 1986) – 7:28
6. Waschsalon (Live St. Wendel 1989) – 2:50
7. Jraaduss (Live 1991) – 4:05

## Singleauskopplungen
Mit Verdamp lang her gelang der Band ihr erster Charthit. Das Stück hat Niedecken seinem verstorbenen Vater gewidmet.
Liste der Singleauskopplungen

| Jahr | Titel            | Höchstplatzierung, Gesamtwochen, AuszeichnungChartsChartplatzierungen (Jahr, Titel, , Platzierungen, Wochen, Auszeichnungen, Anmerkungen) | Anmerkungen                                                      |
| Jahr | Titel            | DE | Anmerkungen                                                      |
| ---- | ---------------- | --- | ---------------------------------------------------------------- |
| 1981 | Jupp             | — | Erstveröffentlichung: 30. Juli 1981 als Wolfgang Niedecken’s BAP |
| 1981 | Verdamp lang her | DE13 (22 Wo.)DE | Erstveröffentlichung: Oktober 1981                               |

## Kommerzieller Erfolg

### Chartplatzierungen
Für usszeschnigge! avancierte zum ersten Nummer-eins-Album in Deutschland für BAP. Zwischen 13. September und 10. Oktober 1982 belegte der Nachfolger Vun drinne noh drusse ebenfalls die Chartspitze, während Für usszeschnigge! auf dem zweiten Rang war. BAP war damit nach ABBA im Jahr 1977 erst die zweite Band, die gleichzeitig die ersten beiden Plätze der deutschen Albumcharts belegte. Zusammen mit Michael Jackson ist BAP die Band, die mit vier Chartwochen sich am häufigsten gleichzeitig auf dem ersten und zweiten Rang platzieren konnte. Jackson benötigte hierfür jedoch drei unterschiedliche Konstellationen.
| ChartsChartplatzierungen | Höchstplatzierung | Wochen |
| ------------------------ | ----------------- | ------ |
| Deutschland (GfK)        | 1 (81 Wo.)        | 81     |

| ChartsJahrescharts (1982) | Platzierung |
| ------------------------- | ----------- |
| Deutschland (GfK)         | 2           |

| ChartsJahrescharts (1983) | Platzierung |
| ------------------------- | ----------- |
| Deutschland (GfK)         | 30          |

### Auszeichnungen für Musikverkäufe
Das Album verkaufte sich alleine in Deutschland über eine Million Mal, womit es zu den meistverkauften Musikalben des Landes der 1980er-Jahre zählt.
| Land/Region        | Auszeichnungen für Musikverkäufe (Land/Region, Auszeichnung, Verkäufe) | Verkäufe  |
| ------------------ | ---------------------------------------------------------------------- | --------- |
| Deutschland (BVMI) | 2× Platin                                                              | 1.000.000 |
| Insgesamt          | 2× Platin ·                                                            | 1.000.000 |